# Trigonotylus ruficornis
Trigonotylus ruficornis är en insektsart som först beskrevs av Geoffroy in Fourcroy 1785.  Trigonotylus ruficornis ingår i släktet Trigonotylus och familjen ängsskinnbaggar. Arten är reproducerande i Sverige. Inga underarter finns listade i Catalogue of Life.